# Pałac w Zielonej
Pałac w Zielonej – wybudowany w XIX w., w miejscowości Kalety, w dzielnicy Zielona.

## Historia
Pałac myśliwski otoczony parkiem został zbudowany w latach 1860–1861 z inicjatywy hrabiego Guidona Henckla von Donnersmarcka. Poza sezonem łowieckim zamieszkiwali w nim urzędnicy hrabiego, natomiast w sezonie łowieckim byli to pojedynczy lub małe grupki myśliwych. W okresach polowań zbiorowych rozpoczynano tam i kończono polowania. Po II wojnie światowej posiadłość upaństwowiono i ulokowano w niej bazę Ośrodka Transportu Leśnego. W pałacu urządzono biura oraz warsztaty. Na parterze zostały ustawione pięciotonowe tokarki, w wyniku czego podłogi uległy zniszczeniu. Działalność Ośrodka przyczyniła się do ogromnej dewastacji budynku; w chwili wpisania na listę zabytków potwierdzono 70-procentowe zniszczenia tego obiektu.
W 2020 roku zrujnowany pałac zakupił właściciel firmy NaturDay, podejmując się jego remontu. Ten zakończył się w lipcu roku następnego.

## Architektura
Frontowa elewacja jest siedmioosiowa, w części środkowej trzyosiowy ryzalit. Budynek nie jest podpiwniczony, ma dwie kondygnacje; w miejscu ryzalitu – trzykondygnacyjny. Nad wejściem taras z żelazną balustradą, wsparty na filarach. Mury z cegły i kamienia wapiennego, stropy drewniane, dach czterospadowy kryty papą.